# 荒川町
荒川町（日语：／ Arakawa machi */?）為新潟縣北部的一町。已於2008年4月1日與村上市、荒川町、朝日村、山北町 合併為村上市。

## 地理
- 山：高坪山
- 河川：荒川
- 湖沼：

### 相鄰的自治体
- 胎內市
- 岩船郡
  - 關川村、神林村

## 外部連結
- 荒川町